# (1726) Hoffmeister
(1726) Hoffmeister es un asteroide perteneciente al cinturón de asteroides descubierto el 24 de julio de 1933 por Karl Wilhelm Reinmuth desde el observatorio de Heidelberg-Königstuhl, Alemania.

## Designación y nombre
Hoffmeister fue designado inicialmente como 1933 OE.
Más adelante se nombró en honor del astrónomo alemán Cuno Hoffmeister (1892-1968).

## Características orbitales
Hoffmeister orbita a una distancia media del Sol de 2,79 ua, pudiendo acercarse hasta 2,674 ua y alejarse hasta 2,906 ua. Su excentricidad es 0,04167 y la inclinación orbital 3,48°. Emplea en completar una órbita alrededor del Sol 1702 días.